# Palau Kazimierz
El Palau Kazimierz (polonès: Pałac Kazimierzowski) és un palau reconstruït a Varsòvia, Polònia. Es troba al costat de la Ruta Reial, al Krakowskie Przedmieście 26/28 .
Construït originalment el 1637-41, va ser reconstruït el 1660 pel rei Joan II Casimir Vasa (polonès: Jan II Kazimierz, d'on agafa el nom) i un altre cop el 1765-68, per Domenico Merlini, pel cos de Cadets establert pel rei Estanislau August Poniatowski.
Des de 1816, el Palau Kazimierz va servir intermitentment com a seu de la Universitat de Varsòvia (que era tancada per les autoritats Imperials russes després de cada revolta per reivindicacions poloneses, i el 1939-44 pels alemanys).

## Història

### Origen

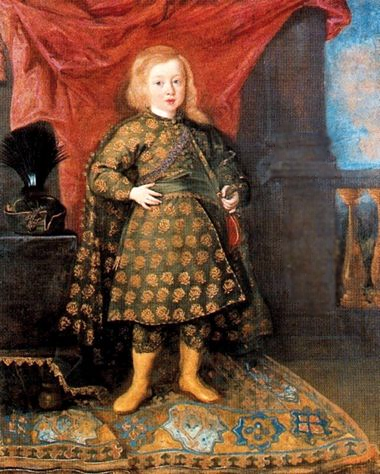
Princep Zygmunt Kazimierz Vasa en el palau loggia, davant el riu Vistula, 1644

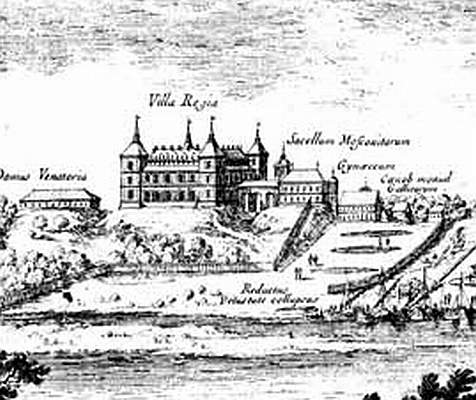
Vil·la Regia ("Vil·la Reial"), 1656

El Palau Kazimierz va ser aixecat el 1637-41 pel rei Ladislau IV de Polònia en l'estil manerista del primer Barroc com a vil·la romana batejada com a Vil·la Regia segons el disseny de l'arquitecte italià Giovanni Trevano. Va ser construït com a edifici rectangular amb torres de cantonada, un tipus de la residència coneguda com a Poggio–Reale - Serlio pet la Villa Poggio Reale a Nàpols.
La Vil·la Regia va tenir una magnífica loggia a la façana del jardí amb una vista meravellosa del riu Vístula i de l'altra banda del riu, el barri de ￼￼Praga￼￼. Va tenir quatre alcoves i dos jardins — un jardí de flors al davant, i un jardí botànic al darrere. Ambdós jardins van ser adornats amb escultures que havien estat aconseguides per l'arquitecte reial Agostino Locci. Algunes van ser adquirides a Florència per 7,000 florins neerlandesos, altres havien estat fetes a Praga per Adriaen de Vries. Segons Adam Jarzębski, hi havia un Hèrcules que lluitava amb el Centaure Nessos i un Cavall Mossegat per una Serp. Una altra característica dels jardins era una gran pèrgola on inicialment el pintor reial flamenc Christian Melich va tenir el seu estudi, però que més tard la Reina Maria Lluïsa Gonzaga va triar com el local pel seu saló literari.

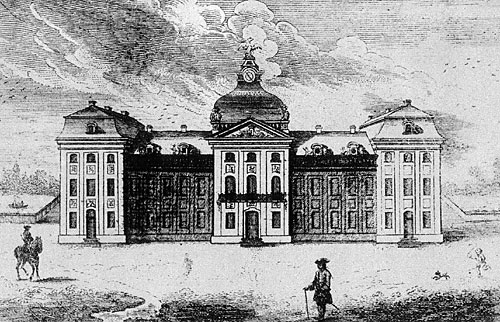
El palau de Sułkowski

El palau tenia rics mobles, amb sostres daurats d'estil venecià (es poden veure exemples sobre aquests sostres a Polònia al palau del bisbe de Kielce) i portals marrons Chęciny i marbre negre de Dębnik. A la dècada de 1650, l'escultor Giovanni Francesco Rossi va crear profuses decoracions en marbre d'estil barroc, amb bustos dels emperadors romans i del rei Joan II Casimir Vasa i de la reina Maria Lluïsa Gonzaga (avui exposada al Castell de Gripsholm a Suècia). Aquestes decoracions eren tan precioses que durant el diluvi, Carles X Gustau de Suècia va ordenar que els marcs de les finestres fossin trets i transportats a Suècia.
La Villa Regia tenia una gran sala de concerts, decorada amb un plafó pintat a l'oli que representa Santa Cecília, patrona de la música i de la reina Cecila Renata, on la Reial Cappella Vasa donava concerts freqüents i una gran col·lecció d'antigues escultures, saquejada durant el Diluvi per Frederick William, elector de Brandenburg, i portada a Berlín; mentre que les escultures del jardí van ser portades a Suècia. Després de ser saquejat, el palau va ser cremat.
Després de les devastacions causades pel Diluvi, la Vila Regia va ser reconstruïda dues vegades, el 1652 i el 1660, amb dissenys d'Izydor Affait o Titus Livius Burattini, i va arribar a ser anomenada "Palau Kazimierz" pel rei Joan II Casimir, que la va afavorir com a residència.
Abandonat el 1667, el palau passà a ser propietat del rei Joan III Sobieski. El 1695, l'edifici va ser totalment destruït pel foc.

### Reconstrucció

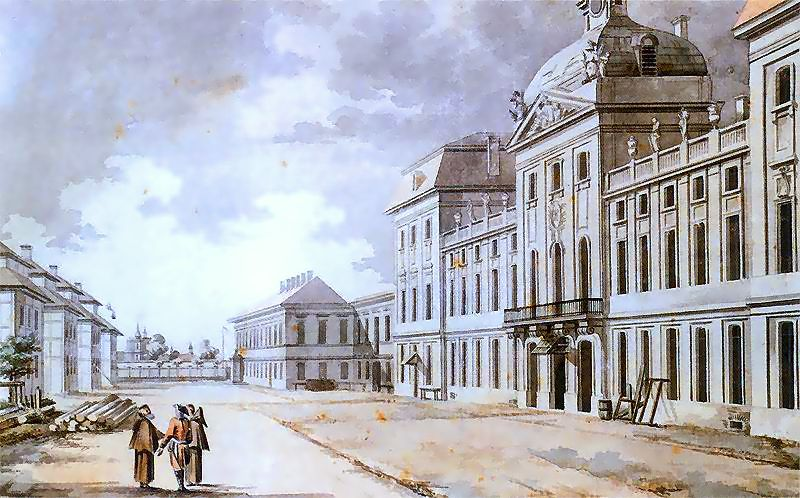
Cos de Cadets, 1785

Cap al 1724, la propietat de la propietat va ser transferida al rei August II. En aquest període es va construir una porta d'entrada a Krakowskie Przedmieście i vuit casernes perpendicularment a la façana del palau.
El 1735, el palau va passar a ser propietat del comte Aleksander Józef Sułkowski. Aquí es va establir una fàbrica de maó vist, una fàbrica d'estufes i una cerveseria, i el 1737-39 va reconstruir el palau, probablement amb un disseny rococó de Johann Sigmund Deybel i Joachim Daniel von Jauch. El palau es va engrandir i es va cobrir amb mansardes. La part central de l'edifici estava adornada amb una part superior bulbosa que portava un rellotge i una àguila.
El 1765, la propietat va ser traslladada al rei Stanisław II August, que va situar el cos de cadets aquí després de redissenys interiors de Domenico Merlini. Des del 1769, el diari patrocinat pel rei, el Monitor, va ser imprès en un establiment allotjat en una dependència del palau. El 5 d'abril de 1769, l'obra patriòtica Junak es va presentar en un escenari del cos de cadets al palau.
El 1794, després de la supressió de la Revolta de Kościuszko, el cos de Cadets va ser tancat.

### Universitat de Varsòvia
El 1814, un incendi va destruir la caserna abans del palau, i el 1816 el seu lloc va ser ocupat inicialment per dos pavellons laterals dissenyats per Jakub Kubicki. Aquell mateix any, el palau va esdevenir la seu de la Universitat de Varsòvia. Paral·lelament, el 1817-31, també va albergar l'Institut de Varsòvia, una escola secundària on el pare de Frédéric Chopin va ensenyar francès i entre els antics alumnes s'inclou el jove Chopin.
Els anys 1818-22 es van expandir dos pavellons paral·lels a Krakowskie Przedmieście, dissenyats per Michał Kado. El 1824, el palau va ser completament reconstruït en l'estil classicista segons el disseny de probablement Hilary Szpilowski i Wacław Ritschel. Al voltant de 1820, van sorgir a l'edifici del palau dos pavellons més, un nord i un de sud.

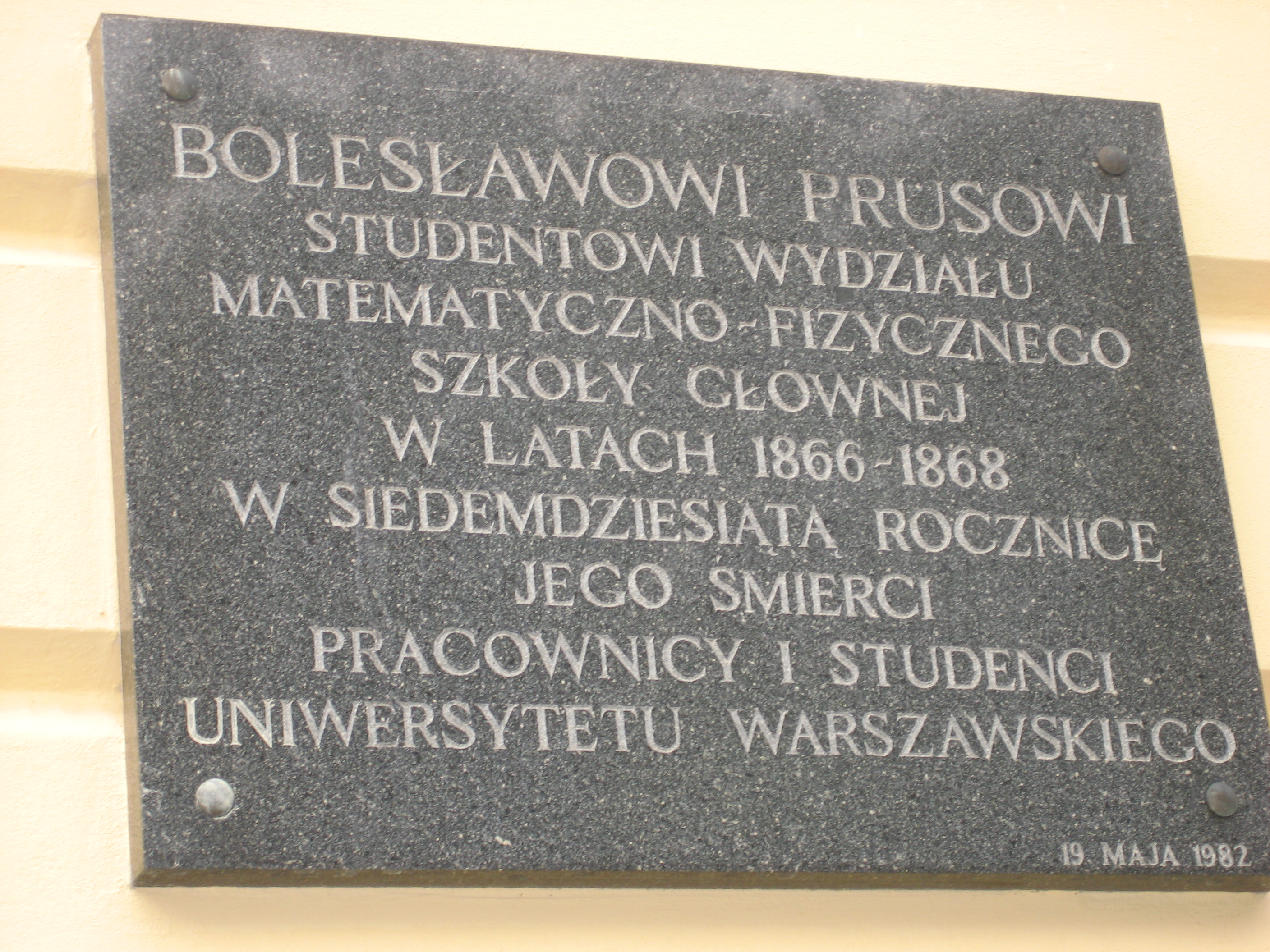
Placa al Palau Kazimierz de la Universitat de Varsòvia en commemoració de l'estudiant Bolesław Prus (1866–68)

El 1840-41 es va construir el següent pavelló, dissenyat per Antonio Corazzi, que originalment va ser una escola secundària i que després va ser seu de la "Escola principal" (és a dir, la Universitat de Varsòvia). Cap al 1863, es van reconstruir els pavellons segons el disseny d'Antoni Sulimowski.
Els anys 1891-94, al pati entre el palau i la porta de Krakowskie Przedmieście, es va aixecar un edifici de la biblioteca, dissenyat per Antoni Jabłoński-Jasieńczyk i Stefan Szyller, i el 1910 es va construir una nova porta de Przedmieście. El 1929-31 es va reconstruir l'edifici de la biblioteca i el 1930 es va erigir l'edifici de l'Auditorium Maximum segons un disseny d'Alejander Bojemski.
Durant la Segona Guerra Mundial, el Palau Kazimierz va ser destruït, juntament amb altres edificis de la Universitat de Varsòvia. Va patir durant la defensa de Varsòvia de 1939 i la Revolta de Varsovia de 1944. Després de la guerra, el 1945-54, el palau va ser reconstruït amb un disseny de Piotr Biegański. La reconstrucció de tot el campus es va acabar finalment el 1960.
El Palau Kazimierz actualment acull el rectorat de la Universitat de Varsòvia, així com el Museu d'Història de la Universitat de Varsòvia. Des de la revitalització de l'edifici el 2006 (en part amb fons de la Unió Europea), l'edifici és un dels més atractius de la Ruta Reial de Varsòvia.